# La diosa de fuego (película de 1965)
La diosa de fuego (título original en inglés: She) es una película de aventuras británica de 1965 realizada por Hammer Film Productions en CinemaScope, basada en la novela de 1887 Ella de H. Rider Haggard, que ya había sido adaptada en una película del mismo título de 1935. Fue dirigida por Robert Day y protagonizada por Ursula Andress, Peter Cushing, Bernard Cribbins, John Richardson, Rosenda Monteros y Christopher Lee. La película fue un éxito internacional y dio lugar a una secuela de 1968, The Vengeance of She, con Olinka Berova en el papel principal.

## Argumento
Después de recibir licencias honorables del ejército británico en Palestina en 1918, el profesor Holly, el joven Leo Vincey y su ordenanza Job se embarcan en una expedición a una región previamente inexplorada del centro-este de África. Descubren la ciudad perdida de Kuma después de que Leo recibe un mapa misterioso que revela el paradero de la ciudad.
Este reino perdido está gobernado por Ayesha, también conocida como «Ella que espera» y «Ella que debe ser obedecida». Ayesha es una bella e inmortal reina que cree que Leo es la reencarnación de su antiguo amante, el sacerdote Kallikratees, a quien había matado dos mil años antes cuando lo encontró en el abrazo íntimo de otra mujer. Fue ella quien se reunió con Leo en Palestina, le dio el mapa de Kuma y lo instó a viajar allí. Leo está lleno de una obstinada determinación para hacerlo cuando ve visiones de Ayesha haciéndole señas con los brazos extendidos.
Después de que Leo se ha recuperado del viaje a Kuma, Ayesha lo convence de que se bañe en el fuego ceremonial en el que ella se había bañado 2000 años antes, por el cual obtuvo su inmortalidad. Uno puede bañarse en la llama solo cuando se ha vuelto azul, lo que rara vez sucede durante períodos cortos de tiempo cuando coinciden los eventos astronómicos. Entonces Leo se volvería inmortal.
Mientras tanto, el ejército de Ayesha es atacado por los miembros de su tribu esclavizados, los Amahagger, que viven fuera de Kuma. Listos para rebelarse contra la cruel tiranía de la reina, son incitados a rebelarse por su líder, Haumeid, un ciudadano de Kuma, cuya hija Ustane se atrevió a enamorarse de Leo mientras lo cuidaba hasta que recuperaba la salud después de su peligroso viaje a la ciudad. La reina celosa hace que la incineren viva en el pozo abierto de lava fundida frente a su trono. Sus cenizas se vierten frente a su padre indignado, quien clama venganza a los Amahagger. Aunque mal equipados, los  Amahagger vencen al ejército de Ayesha.
El propio Leo está a punto de entrar en el fuego ceremonial azul cuando Billali, el sumo sacerdote de Ayesha, exige que se le permita entrar para ganar la inmortalidad también, ya que ha servido a la reina desinteresadamente durante muchos años. Es rechazado, por lo que empuja a Leo a un lado en una pelea que deja a Leo noqueado, abriéndose camino para entrar en las llamas azules. Ayesha lo mata con una jabalina para evitarlo.
Para superar la renuencia de Leo, Ayesha lo toma de la mano y lo lleva al fuego azul. Al entrar, Leo se vuelve inmortal, pero a Ayesha a su vez pierde su propia inmortalidad y envejece 2000 años en minutos, muere y se convierte en polvo. Holly y Job logran llegar hasta Leo y Holly lo insta a que vuelva al fuego para quitarle la inmortalidad, ya que pasar una segunda vez por las llamas haría esto como le había hecho a Ayesha. Desafortunadamente, la llama se vuelve amarilla nuevamente impidiendo la entrada. La película termina con un Leo abatido que jura esperar a que el fuego se vuelva azul nuevamente para poder terminar con la perspectiva de pasar una eternidad solo.

## Reparto
- Ursula Andress como Ayesha.
- Peter Cushing como Holly.
- Bernard Cribbins como Job.
- John Richardson como Leo Vincey.
- Rosenda Monteros como Ustane.
- Christopher Lee como Billali.
- André Morell como Haumeid.
- Princesa Soraya como Soraya.

## Producción

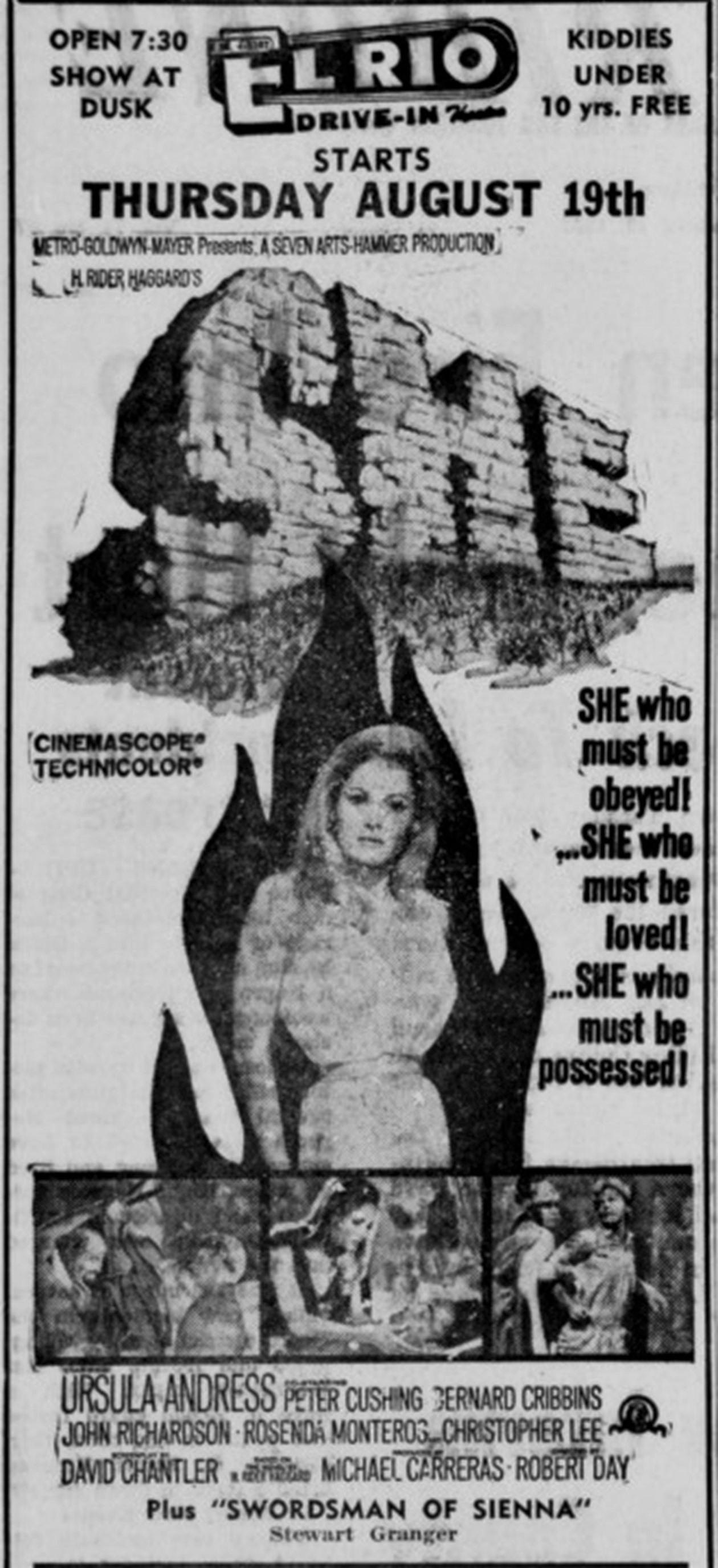
Anuncio de autocine de California de 1965.

La filmación de la novela de H. Rider Haggard – que había sido filmada previamente en 1908, 1911, 1916, 1917, 1925 y 1935, fue idea de Kenneth Hyman de Seven Arts Productions, quien tenía una relación de larga trayectoria  con Hammer Film Productions. Anthony Hinds encargó un guion a John Temple-Smith, y el papel principal se lo asignó a Ursula Andress, conocida en ese momento por su papel en la película de James Bond Dr. No. Por lo tanto, se convertiría en la primera película de Hammer construida en torno a una estrella femenina.
Hammer le presentó el proyecto a Disney, quien lo rechazó. Luego, Hinds hizo arreglos para que Berkley Mather escribiera un guion, pero el proyecto fue rechazado nuevamente por Universal, y luego por Joseph E. Levine y American International Pictures. Hinds se lo pasó a Michael Carreras, quien consiguió que David T. Chantler reescribiera el guion. Carreras logró que la película fuera financiada a través de Metro-Goldwyn-Mayer, con el triple del presupuesto habitual para una película de Hammer.
La película fue anunciada en mayo de 1964. Aunque Seven Arts había ayudado a financiar varias películas de Hammer, esta fue la primera que produjeron juntos.
John Richardson fue elegido después de ser visto por Ray Stark de Seven Arts.
La fotografía principal comenzó en el desierto de Néguev, en el sur de Israel, el 24 de agosto de 1964, y también se rodaron escenas en los estudios Elstree de MGM, cerca de Londres, cuando los estudios Bray de Hammer demostraron ser demasiado pequeños para el proyecto. Fue la película más cara que Hammer había hecho hasta ese momento,  pero cuando se estrenó, fue un éxito tanto en Norteamérica como en Europa.
Aunque el estudio estaba complacido con el aspecto de Ursula Andress en la película – con la iluminación de Harry Waxman y el vestuario de Carl Toms y Roy Ashton – encontraron que su acento suizo-alemán distraía demasiado, e hicieron que todo su papel fuera doblado por la actriz Nikki van der Zyl, quien la había doblado en Dr. No.

## Recepción de la crítica
El crítico de The New York Times, Bosley Crowther, escribió sobre la película: «Carece de estilo, sofisticación, humor, sentido y, sobre todo, razón de ser, ya que ni siquiera es tan buena (excepto que es en color) como el último remake de La diosa de fuego hecho con Helen Gahagan en 1935». La revista británica, Radio Times, le dio a la película tres de cinco estrellas posibles, observando que Ursula Andress «se desempeña mejor de lo que cabría esperar» y concluyendo que «Los fondos africanos se combinan fácilmente con la marca de belleza exótica de la suiza Andress y, si bien hay mucho que criticar, también hay mucho que disfrutar».